# Grovii
 (juillet 2019).
Si vous disposez d'ouvrages ou d'articles de référence ou si vous connaissez des sites web de qualité traitant du thème abordé ici, merci de compléter l'article en donnant les références utiles à sa vérifiabilité et en les liant à la section « Notes et références ».
 (juillet 2019).

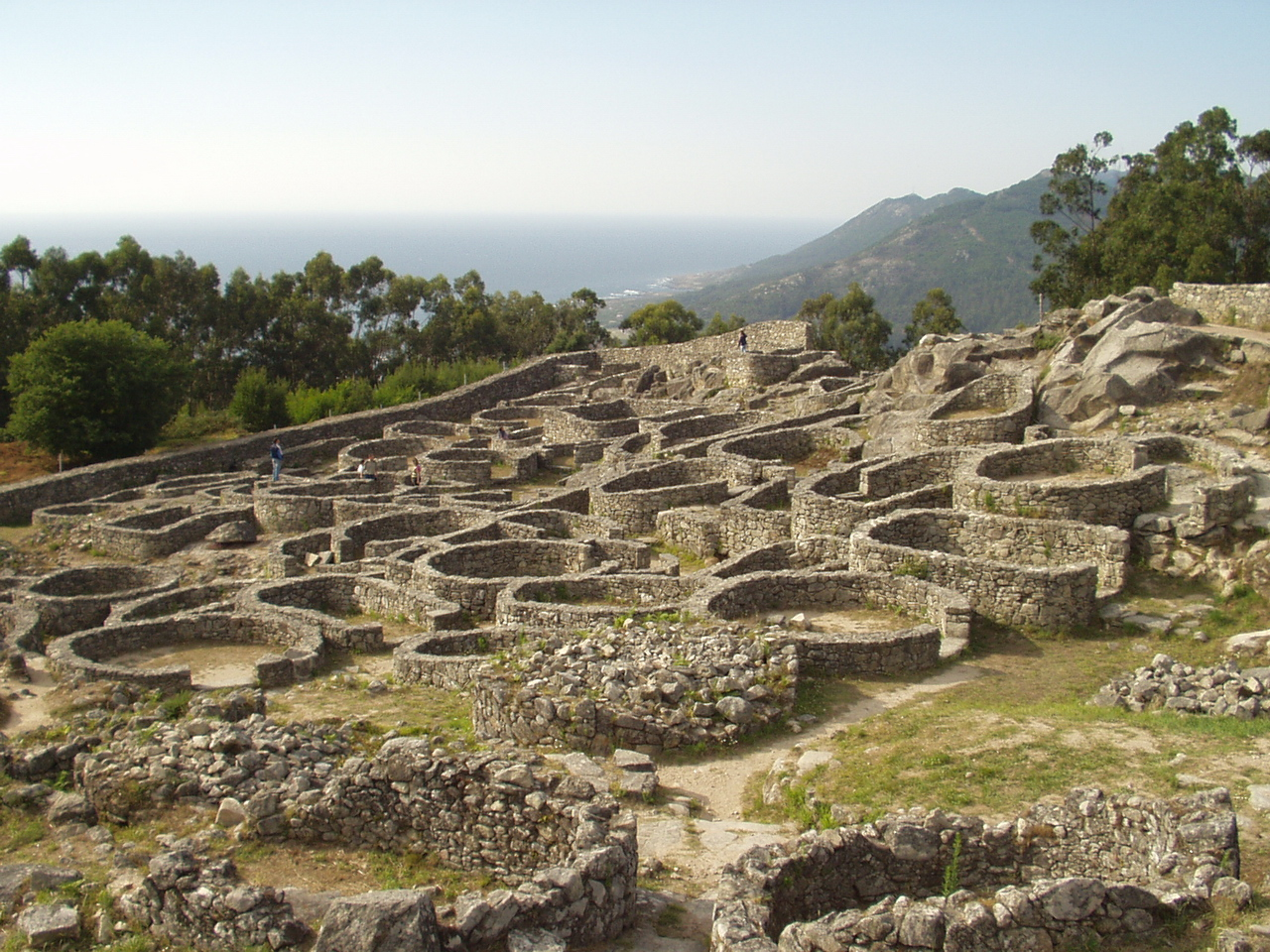
Castro na ladeira do Monte de Santa Tegra, Provincia de Pontevedra. Galicia, Spain.

Les Grovii ou Gróvios en portugais, étaient une ancienne tribu Gallaeci situés dans le nord du Portugal, dans la province de Minho et jusqu'à l'actuel Galice en Espagne. Ils demeuraient sur la côte, près des rivières: Cávado, Minho et Lima. Et le Lérez et la Ulla au nord.

## Histoire
Ils sont mentionnés par les historiens romains ( Pomponius Mela, Pline l'Ancien, Silius Italicus et Claude Ptolémée). Pomponius déclara qu'au contraire des autres tribus de la région, les Grovii n'étaient pas des celtes. Pline fera de même et considéra qu'ils avaient une origine grec. Aussi ils vénéraient un dieu différent, lequel était Turiacus, alors que les tribus castros à proximité avaient comme principal divinité Cosus. À la suite de la mort de Viriate, ils coopèrent avec les tribus Gallaeci locales afin de venger la mort de celui ci en attaquant plusieurs colonies romaine en Lusitanie. Amplifié par le soutien d'autres tribus le long de la route, ils vont jusqu'à atteindre le sud de la péninsule, près de l'Andalousie de nos jours. Ce qui a pour effet de déstabiliser le pouvoir romain en Hispanie.
Encore aujourd'hui des vestiges des Grovii peuvent être aperçus sur le mont d'A Guía.